# 新波士頓鎮區 (伊利諾伊州默瑟縣)
新波士頓鎮區（英語：New Boston Township）是位於美國伊利諾伊州默瑟縣的一個行政鎮區。

## 地方資料
根據2010年美國人口普查的數據，新波士頓鎮區的面積為139.10平方千米，當中陸地面積為131.20平方千米，而水域面積為7.90平方千米。當地共有人口1139人，而人口密度為每平方千米8.19人。